# Ministère de la Justice (Pays-Bas)
Pour les autres articles nationaux ou selon les autres juridictions, voir Ministère de la Justice.
Le ministère de la Justice et de la Sécurité des Pays-Bas (en néerlandais : Ministerie van Justitie en Veiligheid, J&V) est le ministère supervisant la politique judiciaire et policière du gouvernement du royaume des Pays-Bas.
L'actuel ministre de la Justice et de la Sécurité est David van Weel, membre du Parti populaire pour la liberté et la démocratie (VVD). Teun Struycken, membre du Nouveau Contrat social (NSC), est secrétaire d'État de la Protection juridique et Ingrid Coenradie (PVV) est secrétaire d'État à la Justice et à la Sécurité.

## Organisation

### Compétences
Le ministère de la Justice et de la Sécurité est compétent en matière d'administration du système judiciaire, de gestion de l'administration pénitentiaire, de la sécurité publique, de prévention de la délinquance, de protection judiciaire de la jeunesse, d'enquêtes pénales, de lutte contre le terrorisme et d'immigration.
Il est à noter que les magistrats néerlandais ne sont pas des fonctionnaires du ministère et que les policiers nationaux sont sous dépendance du ministre de la Justice et de la Sécurité et non du ministre des Affaires intérieures et des Relations au sein du Royaume, bien que ce dernier supervise l'Algemene Inlichtingen- en Veiligheidsdienst (AIVD).

### Structures
- Ministre de la Justice et de la Sécurité (Minister van Justitie en Veiligheid) ; 
  - Secrétaire général (Secretaris-General) ; 
    - Vice-secrétaire général ;
    - Direction générale de la Police ;
    - Coordination nationale pour la Lutte contre le terrorisme et la Sécurité ;
    - Direction générale de la Justice et de l'Application des lois ;
    - Direction générale de la Jeunesse et des Sanctions ;
    - Direction générale des Migrations ;
    - Inspection de la Justice et de la Sécurité ;
    - Collège des procureurs généraux.

## Historique

### Histoire

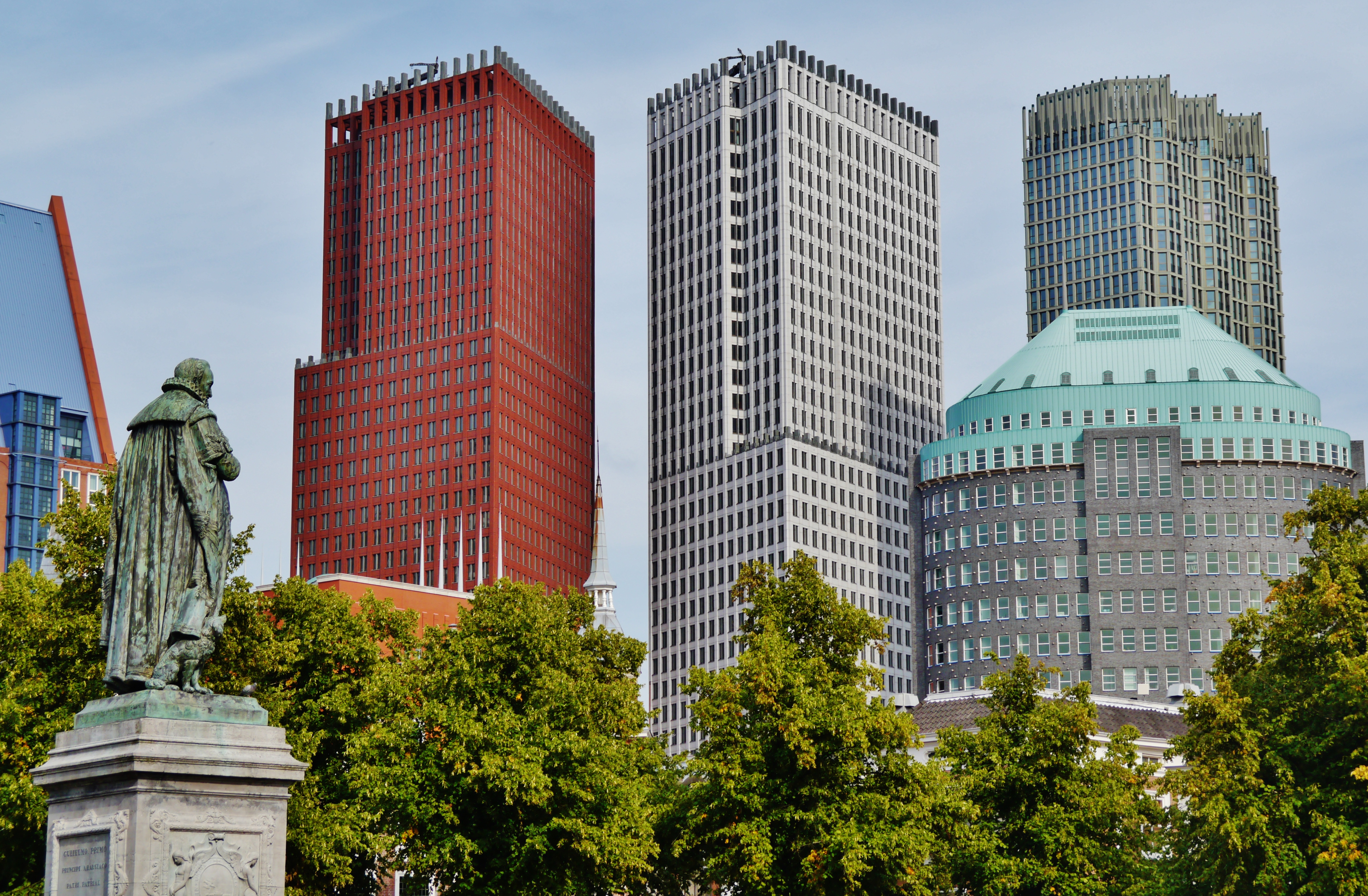
Les deux tours centrales composent le complexe JuBi à La Haye, que le ministère de la Justice et de la Sécurité partage avec le ministère des Affaires intérieures et des Relations au sein du Royaume. La tour blanche est le siège du ministère de la Justice et de la Sécurité.

Lors de la fondation du Directoire exécutif de la République batave, en 1798, est institué la figure de l'agent pour la Justice (agent van Justitie), un poste remplacé par celui de « secrétaire d'État » (secretaris van staat van Justitie) à partir de la Régence d'État, en 1801. En 1805, il prend le titre de « directeur général de la Justice et de la Police » (directeur-generaal van Justitie en Politie), devenant « ministre » (minister van Justitie en Politie) en 1806.
Le ministère de la Justice est officiellement fondé en 1815, sous le règne de Guillaume Ier des Pays-Bas et reste inchangé pendant près de deux siècles. En effet, en octobre 2010, lors de la prise de fonction du premier cabinet du libéral Mark Rutte, le ministère de la Justice retrouve l'autorité sur les forces nationales de police et prend alors le nom de ministère de la Sécurité et de la Justice. En octobre 2017, il change de nom pour devenir le ministère de la Justice et de la Sécurité.
En 2008, les travaux commencent afin de transférer le siège du ministère de la Justice, installé au Schedeldoekshaven 100, dans un complexe neuf non loin, composé d'une tour blanche et d'une tour rouge selon les plans de Hans Kollhoff, commun avec le ministère des Affaires intérieures et des Relations au sein du Royaume. Le siège commun aux deux ministères, baptisé projet JuBi, est inauguré en décembre 2012.

### Titulaires
| David van Weel. |  | Teun Struycken. |  | Ingrid Coenradie. |
| David van Weel. |  | Teun Struycken. |  | Ingrid Coenradie. |

L'actuel ministre de la Justice et de la Sécurité est David van Weel. Il est assisté de deux secrétaires d'État, Teun Struycken du Nouveau Contrat social, ainsi que de Ingrid Coenradie.
La sociale-libérale Winnie Sorgdrager est la première femme à diriger le ministère, entre 1994 et 1998.